# George Leonard (Politiker)

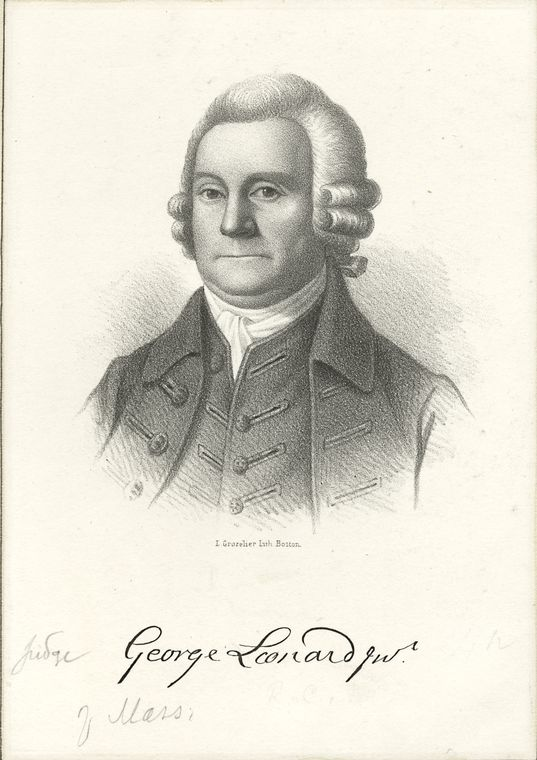
George Leonard

George Leonard (* 4. Juli 1729 in Norton, Bristol County, Province of Massachusetts Bay; † 26. Juli 1819 in Raynham, Massachusetts) war ein US-amerikanischer Jurist und Politiker. Zwischen 1789 und 1797 vertrat er zwei Mal den Bundesstaat Massachusetts im US-Repräsentantenhaus.

## Werdegang
George Leonard wuchs während der britischen Kolonialzeit auf. Er studierte bis 1748 am Harvard College und arbeitete danach bei der Nachlassbehörde als Notar (Register of Probate). Nach einem Jurastudium und seiner 1750 erfolgten Zulassung als Rechtsanwalt begann er in Norton in diesem Beruf zu arbeiten. In den Jahren 1764 bis 1766 war er Abgeordneter auf der Provinzialversammlung von Massachusetts. Von 1770 bis 1775 fungierte er als Regierungsberater (Executive Councilor). Über Leonards Rolle während der amerikanischen Revolution ist nichts überliefert. Später war er zwischen 1784 und 1790 Nachlassrichter und bis 1798 Berufungsrichter. Von 1798 bis 1804 war er Oberster Richter in Massachusetts. Politisch war er ein Anhänger der Bundesregierung unter Präsident George Washington (Pro-Administration-Fraktion). Ende der 1790er Jahre schloss er sich der von Alexander Hamilton gegründeten Föderalistischen Partei an.
Bei den Kongresswahlen des Jahres 1789 wurde Leonard im siebten Wahlbezirk von Massachusetts in das US-Repräsentantenhaus gewählt, wo er am 4. März 1789 sein neues Mandat antrat. Nach einer Wiederwahl im sechsten Distrikt konnte er bis zum 3. März 1793 zwei Legislaturperioden im Kongress absolvieren. In dieser Zeit wurden die ersten zehn Verfassungszusätze ratifiziert, die Bill of Rights.
In den Jahren 1792 und 1793 saß Leonard im Senat von Massachusetts. Bei den Wahlen des Jahres 1794 wurde Leonard im siebten Distrikt seines Staates nochmals in den Kongress gewählt, wo er am 4. März 1795 die Nachfolge von Theodore Sedgwick antrat. Bis zum 3. März 1797 absolvierte er dort eine weitere Legislaturperiode. 1801 und 1802 war George Leonard Abgeordneter im Repräsentantenhaus von Massachusetts. Er starb am 26. Juli 1819 in Raynham im Alter von 90 Jahren.